# Ordre royal des Guelfes
L’ordre royal des Guelfes (The Royal Guelphic Order), parfois appelé ordre Hanovrien des Guelfes (Hanoverian Guelphic Order) a été créé le 28 avril 1815 par le roi George IV (alors prince régent).

## Historique

Drapeau de Hanovre (1692)

Il fut décerné par la couronne britannique jusqu'à la mort de Guillaume IV en 1837, mettant fin à l'union personnelle entre le Royaume-Uni et le royaume de Hanovre. Il a cependant été décerné par le royaume de Hanovre en tant qu'État indépendant, puis, après sa défaite et sa dissolution en 1866, par le royaume de Prusse.
Le nom de l'ordre fait référence à la maison des Welf, à laquelle les rois de Hanovre appartenaient, et son insigne est inspirée du cheval blanc des armoiries du royaume.

## Distribution
Entre 1815 et 1841
- Chevalier de la Grand Croix (Knight Grand Cross of the Guelphic Order) (GCH)
- Chevalier Commandeur (Knight Commander) (KCH)
- Chevalier (Knight) (KH)

Après 1841
- Grande croix (Grand Cross)
- Commandeur première classe (Commander 1st Class)
- Commandeur seconde classe (Commander 2nd Class)

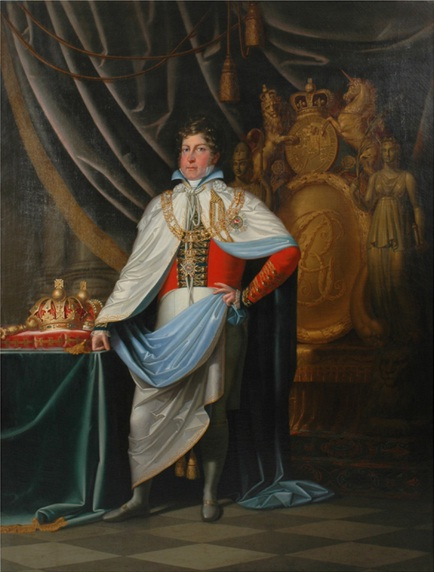
George IV en grand croix de l'ordre.

- Chevalier (Knight)
- Croix du mérite (Cross of Merit)

## Description
La croix de l'ordre est d'une forme de croix du style de celle de Malte d'argent, elle est émaillée de blanc et a des boules d'or aux extrémités. Entre les bras sont disposés quatre lions d'or. Sur le centre de la croix se trouve un rond où est un cheval courant vers la gauche, il est entouré de lauriers vert.
La médaille est reliée avec le ruban bleu clair par l'intermédiaire d'une couronne royale.
Il y avait une version donnée à titre militaire qui alors avait deux épées croisées entre la médaille et la couronne, le laurier au centre était remplacé par des feuilles de chêne.